# Palisadă

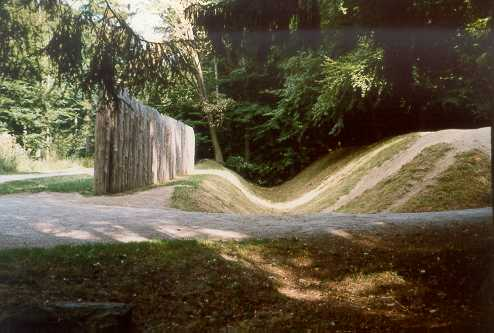
Porțiune de limes cu palisadă, val și șanț de apărare

O palisadă este un gard sau zid de lemn, folosit în trecut ca structură de apărare.
De obicei palisadele se construiau din trunchiuri de copaci de dimensiuni mici și medii, aliniate vertical, fără spații între ele. Trunchiurile erau înfipte în pământ și puteau fi întărite cu construcții adiționale. Înălțimea unei palisade putea fi de la aceea a unui simplu gard, până la peste trei metri.
Palisada, folosită și astăzi în hidrotehnică, este o construcție permeabilă executată pentru protecția malurilor împotriva eroziunii. Aceasta se compune dintr-un grup de stâlpi înfipți în zona de mal a albiei râului, legați între ei cu cabluri.

## Istoric
Palisadele erau o opțiune excelentă pentru forturile mici sau și pentru fortificațiile construite în grabă. Fiind din lemn, puteau fi ușor construite cu materialele aflate la îndemână. S-au dovedit a fi eficace pentru confruntări de scurtă durată și pentru descurajarea forțelor mici. Totuși, din cauza naturii materialelor folosite, erau supuse riscului incendiului și armelor de asediu. Zidurile de piatră erau de obicei preferate palisadelor din lemn.
Deseori palisadele erau construite în jurul unui castel, ca zid temporar, până la construcția unui zid permanent din piatră. De asemenea, palisadele sunt parte componentă a limesului (granița fortificată) Imperiului Roman antic (celelalte componente fiind: drumul de hotar, șanțul și valul de pământ).

## Legături externe
- „palisadă” la DEX online